# Slutspelet i Uefa Champions League 2012/2013
Slutspelet i Uefa Champions League 2012/2013 började den 12 februari 2013 med åttondelsfinalerna och avslutades den 25 maj 2013 med finalen på Wembley Stadium i London, England. Där möttes de båda tyska lagen Borussia Dortmund och Bayern München och Bayern München vann med 2–1.

## Resultat

### Åttondelsfinaler
| Lag 1            | Totalt       | Lag 2               | Möte 1 | Möte 2 |
| Celtic           | 0–5          | Juventus            | 0–3    | 0–2    |
| Valencia         | 2–3          | Paris Saint-Germain | 1–2    | 1–1    |
| Sjachtar Donetsk | 2–5          | Borussia Dortmund   | 2–2    | 0–3    |
| Real Madrid      | 3–2          | Manchester United   | 1–1    | 2–1    |
| Porto            | 1–2          | Málaga              | 1–0    | 0–2    |
| Arsenal          | 00003–3 (BM) | Bayern München      | 1–3    | 2–0    |
| Galatasaray      | 4–3          | Schalke 04          | 1–1    | 3–2    |
| AC Milan         | 2–4          | Barcelona           | 2–0    | 0–4    |

#### Celtic mot Juventus
| ÅF–1.1 | 12 februari | Celtic | 0 – 3           | Juventus                           | Celtic Park                                                       |                                                                   |
| 20:45  | 20:45       |        | (0 – 1) Rapport | Matri 3′ Marchisio 77′ Vučinić 83′ | Glasgow Publik: 57 917 Domare: Alberto Undiano Mallenco (Spanien) | Glasgow Publik: 57 917 Domare: Alberto Undiano Mallenco (Spanien) |
| 20:45  | 20:45       |        |                 |                                    | Glasgow Publik: 57 917 Domare: Alberto Undiano Mallenco (Spanien) | Glasgow Publik: 57 917 Domare: Alberto Undiano Mallenco (Spanien) |
| 20:45  | 20:45       |        |                 |                                    | Glasgow Publik: 57 917 Domare: Alberto Undiano Mallenco (Spanien) | Glasgow Publik: 57 917 Domare: Alberto Undiano Mallenco (Spanien) |

| ÅF–1.2 | 6 mars | Juventus                   | 2 – 0           | Celtic | Juventus Stadium                                     |                                                      |
| 20:45  | 20:45  | Matri 24′ Quagliarella 65′ | (1 – 0) Rapport |        | Turin Publik: 39 011 Domare: Fırat Aydınus (Turkiet) | Turin Publik: 39 011 Domare: Fırat Aydınus (Turkiet) |
| 20:45  | 20:45  |                            |                 |        | Turin Publik: 39 011 Domare: Fırat Aydınus (Turkiet) | Turin Publik: 39 011 Domare: Fırat Aydınus (Turkiet) |
| 20:45  | 20:45  |                            |                 |        | Turin Publik: 39 011 Domare: Fırat Aydınus (Turkiet) | Turin Publik: 39 011 Domare: Fırat Aydınus (Turkiet) |

Juventus vidare med totalt 5 – 0

#### Valencia mot Paris Saint-Germain
| ÅF–2.1 | 12 februari | Valencia | 1 – 2           | Paris Saint-Germain     | Mestalla                                                    |                                                             |
| 20:45  | 20:45       | Rami 90′ | (0 – 2) Rapport | Lavezzi 10′ Pastore 43′ | Valencia Publik: 40 000 Domare: Paolo Tagliavento (Italien) | Valencia Publik: 40 000 Domare: Paolo Tagliavento (Italien) |
| 20:45  | 20:45       |          |                 |                         | Valencia Publik: 40 000 Domare: Paolo Tagliavento (Italien) | Valencia Publik: 40 000 Domare: Paolo Tagliavento (Italien) |
| 20:45  | 20:45       |          |                 |                         | Valencia Publik: 40 000 Domare: Paolo Tagliavento (Italien) | Valencia Publik: 40 000 Domare: Paolo Tagliavento (Italien) |

| ÅF–2.2 | 6 mars | Paris Saint-Germain | 1 – 1           | Valencia  | Parc des Princes                                     |                                                      |
| 20:45  | 20:45  | Lavezzi 66′         | (0 – 0) Rapport | Jonas 55′ | Paris Publik: 44 867 Domare: Milorad Mažić (Serbien) | Paris Publik: 44 867 Domare: Milorad Mažić (Serbien) |
| 20:45  | 20:45  |                     |                 |           | Paris Publik: 44 867 Domare: Milorad Mažić (Serbien) | Paris Publik: 44 867 Domare: Milorad Mažić (Serbien) |
| 20:45  | 20:45  |                     |                 |           | Paris Publik: 44 867 Domare: Milorad Mažić (Serbien) | Paris Publik: 44 867 Domare: Milorad Mažić (Serbien) |

Paris Saint-Germain vidare med totalt 3 – 2

#### Sjachtar Donetsk mot Borussia Dortmund
| ÅF–3.1 | 13 februari | Sjachtar Donetsk           | 2 – 2           | Borussia Dortmund           | Donbass Arena                                        |                                                      |
| 20:45  | 20:45       | Srna 31′ Douglas Costa 68′ | (1 – 1) Rapport | Lewandowski 41′ Hummels 87′ | Donetsk Publik: 49 050 Domare: Howard Webb (England) | Donetsk Publik: 49 050 Domare: Howard Webb (England) |
| 20:45  | 20:45       |                            |                 |                             | Donetsk Publik: 49 050 Domare: Howard Webb (England) | Donetsk Publik: 49 050 Domare: Howard Webb (England) |
| 20:45  | 20:45       |                            |                 |                             | Donetsk Publik: 49 050 Domare: Howard Webb (England) | Donetsk Publik: 49 050 Domare: Howard Webb (England) |

| ÅF–3.2 | 5 mars | Borussia Dortmund                        | 3 – 0           | Sjachtar Donetsk | Signal Iduna Park                                         |                                                           |
| 20:45  | 20:45  | Santana 31′ Götze 37′ Błaszczykowski 59′ | (2 – 0) Rapport |                  | Dortmund Publik: 65 413 Domare: Damir Skomina (Slovenien) | Dortmund Publik: 65 413 Domare: Damir Skomina (Slovenien) |
| 20:45  | 20:45  |                                          |                 |                  | Dortmund Publik: 65 413 Domare: Damir Skomina (Slovenien) | Dortmund Publik: 65 413 Domare: Damir Skomina (Slovenien) |
| 20:45  | 20:45  |                                          |                 |                  | Dortmund Publik: 65 413 Domare: Damir Skomina (Slovenien) | Dortmund Publik: 65 413 Domare: Damir Skomina (Slovenien) |

Borussia Dortmund vidare med totalt 5 – 2

#### Real Madrid mot Manchester United
| ÅF–4.1 | 13 februari | Real Madrid | 1 – 1           | Manchester United | Santiago Bernabéu Stadium                            |                                                      |
| 20:45  | 20:45       | Ronaldo 30′ | (1 – 1) Rapport | Welbeck 20′       | Madrid Publik: 79 429 Domare: Felix Brych (Tyskland) | Madrid Publik: 79 429 Domare: Felix Brych (Tyskland) |
| 20:45  | 20:45       |             |                 |                   | Madrid Publik: 79 429 Domare: Felix Brych (Tyskland) | Madrid Publik: 79 429 Domare: Felix Brych (Tyskland) |
| 20:45  | 20:45       |             |                 |                   | Madrid Publik: 79 429 Domare: Felix Brych (Tyskland) | Madrid Publik: 79 429 Domare: Felix Brych (Tyskland) |

| ÅF–4.2 | 5 mars | Manchester United | 1 – 2           | Real Madrid            | Old Trafford                                             |                                                          |
| 20:45  | 20:45  | Ramos 48′ (sjm.)  | (0 – 0) Rapport | Modric 66′ Ronaldo 69′ | Manchester Publik: 74 959 Domare: Cüneyt Çakır (Turkiet) | Manchester Publik: 74 959 Domare: Cüneyt Çakır (Turkiet) |
| 20:45  | 20:45  |                   |                 |                        | Manchester Publik: 74 959 Domare: Cüneyt Çakır (Turkiet) | Manchester Publik: 74 959 Domare: Cüneyt Çakır (Turkiet) |
| 20:45  | 20:45  |                   |                 |                        | Manchester Publik: 74 959 Domare: Cüneyt Çakır (Turkiet) | Manchester Publik: 74 959 Domare: Cüneyt Çakır (Turkiet) |

Real Madrid vidare med totalt 3 – 2

#### Porto mot Málaga
| ÅF–5.1 | 19 februari | Porto        | 1 – 0           | Málaga | Estádio do Dragão                                       |                                                         |
| 20:45  | 20:45       | Moutinho 56′ | (0 – 0) Rapport |        | Porto Publik: 42 209 Domare: Mark Clattenburg (England) | Porto Publik: 42 209 Domare: Mark Clattenburg (England) |
| 20:45  | 20:45       |              |                 |        | Porto Publik: 42 209 Domare: Mark Clattenburg (England) | Porto Publik: 42 209 Domare: Mark Clattenburg (England) |
| 20:45  | 20:45       |              |                 |        | Porto Publik: 42 209 Domare: Mark Clattenburg (England) | Porto Publik: 42 209 Domare: Mark Clattenburg (England) |

| ÅF–5.2 | 13 mars | Málaga                  | 2 – 0           | Porto | Estadio La Rosaleda                                    |                                                        |
| 20:45  | 20:45   | Isco 43′ Santa Cruz 77′ | (1 – 0) Rapport |       | Málaga Publik: 27 451 Domare: Nicola Rizzoli (Italien) | Málaga Publik: 27 451 Domare: Nicola Rizzoli (Italien) |
| 20:45  | 20:45   |                         |                 |       | Málaga Publik: 27 451 Domare: Nicola Rizzoli (Italien) | Málaga Publik: 27 451 Domare: Nicola Rizzoli (Italien) |
| 20:45  | 20:45   |                         |                 |       | Málaga Publik: 27 451 Domare: Nicola Rizzoli (Italien) | Málaga Publik: 27 451 Domare: Nicola Rizzoli (Italien) |

Málaga vidare med totalt 2 – 1

#### Arsenal mot Bayern München
| ÅF–6.1 | 19 februari | Arsenal      | 1 – 3           | Bayern München                    | Emirates Stadium                                        |                                                         |
| 20:45  | 20:45       | Podolski 55′ | (0 – 2) Rapport | Kroos 7′ Müller 21′ Mandžukić 77′ | London Publik: 59 974 Domare: Svein Oddvar Moen (Norge) | London Publik: 59 974 Domare: Svein Oddvar Moen (Norge) |
| 20:45  | 20:45       |              |                 |                                   | London Publik: 59 974 Domare: Svein Oddvar Moen (Norge) | London Publik: 59 974 Domare: Svein Oddvar Moen (Norge) |
| 20:45  | 20:45       |              |                 |                                   | London Publik: 59 974 Domare: Svein Oddvar Moen (Norge) | London Publik: 59 974 Domare: Svein Oddvar Moen (Norge) |

| ÅF–6.2 | 13 mars | Bayern München | 0 – 2           | Arsenal                 | Allianz Arena                                            |                                                          |
| 20:45  | 20:45   |                | (0 – 1) Rapport | Giroud 3′ Koscielny 86′ | München Publik: 68 000 Domare: Pavel Kralovec (Tjeckien) | München Publik: 68 000 Domare: Pavel Kralovec (Tjeckien) |
| 20:45  | 20:45   |                |                 |                         | München Publik: 68 000 Domare: Pavel Kralovec (Tjeckien) | München Publik: 68 000 Domare: Pavel Kralovec (Tjeckien) |
| 20:45  | 20:45   |                |                 |                         | München Publik: 68 000 Domare: Pavel Kralovec (Tjeckien) | München Publik: 68 000 Domare: Pavel Kralovec (Tjeckien) |

Totalt 3 – 3. Bayern München vidare med fler gjorda mål på bortaplan

#### Galatasaray mot Schalke 04
| ÅF–7.1 | 20 februari | Galatasaray | 1 – 1           | Schalke 04 | Türk Telekom Arena                                         |                                                            |
| 20:45  | 20:45       | Yılmaz 12′  | (1 – 1) Rapport | Jones 45′  | Istanbul Publik: 50 734 Domare: William Collum (Skottland) | Istanbul Publik: 50 734 Domare: William Collum (Skottland) |
| 20:45  | 20:45       |             |                 |            | Istanbul Publik: 50 734 Domare: William Collum (Skottland) | Istanbul Publik: 50 734 Domare: William Collum (Skottland) |
| 20:45  | 20:45       |             |                 |            | Istanbul Publik: 50 734 Domare: William Collum (Skottland) | Istanbul Publik: 50 734 Domare: William Collum (Skottland) |

| ÅF–7.2 | 12 mars | Schalke 04                | 2 – 3           | Galatasaray                         | Veltins-Arena                                                 |                                                               |
| 20:45  | 20:45   | Neustädter 17′ Bastos 63′ | (1 – 2) Rapport | Altıntop 37′ Yılmaz 42′ Bulut 90+5′ | Gelsenkirchen Publik: 54 142 Domare: Jonas Eriksson (Sverige) | Gelsenkirchen Publik: 54 142 Domare: Jonas Eriksson (Sverige) |
| 20:45  | 20:45   |                           |                 |                                     | Gelsenkirchen Publik: 54 142 Domare: Jonas Eriksson (Sverige) | Gelsenkirchen Publik: 54 142 Domare: Jonas Eriksson (Sverige) |
| 20:45  | 20:45   |                           |                 |                                     | Gelsenkirchen Publik: 54 142 Domare: Jonas Eriksson (Sverige) | Gelsenkirchen Publik: 54 142 Domare: Jonas Eriksson (Sverige) |

Galatasaray vidare med totalt 4 – 3

#### AC Milan mot Barcelona
| ÅF–8.1 | 20 februari | AC Milan                | 2 – 0           | Barcelona | San Siro                                                |                                                         |
| 20:45  | 20:45       | Boateng 57′ Muntari 81′ | (0 – 0) Rapport |           | Milano Publik: 79 532 Domare: Craig Thomson (Skottland) | Milano Publik: 79 532 Domare: Craig Thomson (Skottland) |
| 20:45  | 20:45       |                         |                 |           | Milano Publik: 79 532 Domare: Craig Thomson (Skottland) | Milano Publik: 79 532 Domare: Craig Thomson (Skottland) |
| 20:45  | 20:45       |                         |                 |           | Milano Publik: 79 532 Domare: Craig Thomson (Skottland) | Milano Publik: 79 532 Domare: Craig Thomson (Skottland) |

| ÅF–8.2 | 12 mars | Barcelona                               | 4 – 0           | AC Milan | Camp Nou                                                |                                                         |
| 20:45  | 20:45   | Messi 5, 40′ Villa 55′ Jordi Alba 90+2′ | (2 – 0) Rapport |          | Barcelona Publik: 94 944 Domare: Viktor Kassai (Ungern) | Barcelona Publik: 94 944 Domare: Viktor Kassai (Ungern) |
| 20:45  | 20:45   |                                         |                 |          | Barcelona Publik: 94 944 Domare: Viktor Kassai (Ungern) | Barcelona Publik: 94 944 Domare: Viktor Kassai (Ungern) |
| 20:45  | 20:45   |                                         |                 |          | Barcelona Publik: 94 944 Domare: Viktor Kassai (Ungern) | Barcelona Publik: 94 944 Domare: Viktor Kassai (Ungern) |

Barcelona vidare med totalt 4 – 2

### Kvartsfinaler
| Lag 1               | Totalt       | Lag 2             | Möte 1 | Möte 2 |
| Paris Saint-Germain | 00003–3 (BM) | Barcelona         | 2–2    | 1–1    |
| Bayern München      | 4–0          | Juventus          | 2–0    | 2–0    |
| Málaga              | 2–3          | Borussia Dortmund | 0–0    | 2–3    |
| Real Madrid         | 5–3          | Galatasaray       | 3–0    | 2–3    |

#### Paris Saint-Germain mot Barcelona
| KF–1.1 | 2 april | Paris Saint-Germain           | 2 – 2           | Barcelona          | Parc des Princes                                       |                                                        |
| 20:45  | 20:45   | Ibrahimović 79′ Matuidi 90+4′ | (0 – 1) Rapport | Messi 38′ Xavi 90′ | Paris Publik: 45 336 Domare: Wolfgang Stark (Tyskland) | Paris Publik: 45 336 Domare: Wolfgang Stark (Tyskland) |
| 20:45  | 20:45   |                               |                 |                    | Paris Publik: 45 336 Domare: Wolfgang Stark (Tyskland) | Paris Publik: 45 336 Domare: Wolfgang Stark (Tyskland) |
| 20:45  | 20:45   |                               |                 |                    | Paris Publik: 45 336 Domare: Wolfgang Stark (Tyskland) | Paris Publik: 45 336 Domare: Wolfgang Stark (Tyskland) |

| KF–1.2 | 10 april | Barcelona | 1 – 1           | Paris Saint-Germain | Camp Nou                                                       |                                                                |
| 20:45  | 20:45    | Pedro 71′ | (0 – 0) Rapport | Pastore 50′         | Barcelona Publik: 96 022 Domare: Björn Kuipers (Nederländerna) | Barcelona Publik: 96 022 Domare: Björn Kuipers (Nederländerna) |
| 20:45  | 20:45    |           |                 |                     | Barcelona Publik: 96 022 Domare: Björn Kuipers (Nederländerna) | Barcelona Publik: 96 022 Domare: Björn Kuipers (Nederländerna) |
| 20:45  | 20:45    |           |                 |                     | Barcelona Publik: 96 022 Domare: Björn Kuipers (Nederländerna) | Barcelona Publik: 96 022 Domare: Björn Kuipers (Nederländerna) |

Totalt 3 – 3. Barcelona vidare med fler gjorda mål på bortaplan

#### Bayern München mot Juventus
| KF–2.1 | 2 april | Bayern München      | 2 – 0           | Juventus | Allianz Arena                                             |                                                           |
| 20:45  | 20:45   | Alaba 1′ Müller 63′ | (1 – 0) Rapport |          | München Publik: 68 000 Domare: Mark Clattenburg (England) | München Publik: 68 000 Domare: Mark Clattenburg (England) |
| 20:45  | 20:45   |                     |                 |          | München Publik: 68 000 Domare: Mark Clattenburg (England) | München Publik: 68 000 Domare: Mark Clattenburg (England) |
| 20:45  | 20:45   |                     |                 |          | München Publik: 68 000 Domare: Mark Clattenburg (England) | München Publik: 68 000 Domare: Mark Clattenburg (England) |

| KF–2.2 | 10 april | Juventus | 0 – 2           | Bayern München              | Juventus Stadium                                               |                                                                |
| 20:45  | 20:45    |          | (0 – 0) Rapport | Mandžukić 64′ Pizarro 90+1′ | Turin Publik: 40 823 Domare: Carlos Velasco Carballo (Spanien) | Turin Publik: 40 823 Domare: Carlos Velasco Carballo (Spanien) |
| 20:45  | 20:45    |          |                 |                             | Turin Publik: 40 823 Domare: Carlos Velasco Carballo (Spanien) | Turin Publik: 40 823 Domare: Carlos Velasco Carballo (Spanien) |
| 20:45  | 20:45    |          |                 |                             | Turin Publik: 40 823 Domare: Carlos Velasco Carballo (Spanien) | Turin Publik: 40 823 Domare: Carlos Velasco Carballo (Spanien) |

Bayern München vidare med totalt 4 – 0

#### Málaga mot Borussia Dortmund
| KF–3.1 | 3 april | Málaga | 0 – 0   | Borussia Dortmund | Estadio La Rosaleda                                    |                                                        |
| 20:45  | 20:45   |        | Rapport |                   | Málaga Publik: 28 548 Domare: Jonas Eriksson (Sverige) | Málaga Publik: 28 548 Domare: Jonas Eriksson (Sverige) |
| 20:45  | 20:45   |        |         |                   | Málaga Publik: 28 548 Domare: Jonas Eriksson (Sverige) | Málaga Publik: 28 548 Domare: Jonas Eriksson (Sverige) |
| 20:45  | 20:45   |        |         |                   | Málaga Publik: 28 548 Domare: Jonas Eriksson (Sverige) | Málaga Publik: 28 548 Domare: Jonas Eriksson (Sverige) |

| KF–3.2 | 9 april | Borussia Dortmund                        | 3 – 2           | Málaga                 | Signal Iduna Park                                         |                                                           |
| 20:45  | 20:45   | Lewandowski 40′ Reus 90+1′ Santana 90+3′ | (1 – 1) Rapport | Joaquín 25′ Eliseu 82′ | Dortmund Publik: 65 829 Domare: Craig Thomson (Skottland) | Dortmund Publik: 65 829 Domare: Craig Thomson (Skottland) |
| 20:45  | 20:45   |                                          |                 |                        | Dortmund Publik: 65 829 Domare: Craig Thomson (Skottland) | Dortmund Publik: 65 829 Domare: Craig Thomson (Skottland) |
| 20:45  | 20:45   |                                          |                 |                        | Dortmund Publik: 65 829 Domare: Craig Thomson (Skottland) | Dortmund Publik: 65 829 Domare: Craig Thomson (Skottland) |

Borussia Dortmund vidare med totalt 3 – 2

#### Real Madrid mot Galatasaray
| KF–4.1 | 3 april | Real Madrid                        | 3 – 0           | Galatasaray | Santiago Bernabéu                                       |                                                         |
| 20:45  | 20:45   | Ronaldo 9′ Benzema 29′ Higuaín 73′ | (2 – 0) Rapport |             | Madrid Publik: 76 462 Domare: Svein Oddvar Moen (Norge) | Madrid Publik: 76 462 Domare: Svein Oddvar Moen (Norge) |
| 20:45  | 20:45   |                                    |                 |             | Madrid Publik: 76 462 Domare: Svein Oddvar Moen (Norge) | Madrid Publik: 76 462 Domare: Svein Oddvar Moen (Norge) |
| 20:45  | 20:45   |                                    |                 |             | Madrid Publik: 76 462 Domare: Svein Oddvar Moen (Norge) | Madrid Publik: 76 462 Domare: Svein Oddvar Moen (Norge) |

| KF–4.2 | 9 april | Galatasaray                       | 3 – 2           | Real Madrid      | Türk Telekom Arena                                          |                                                             |
| 20:45  | 20:45   | Eboué 57′ Sneijder 70′ Drogba 72′ | (0 – 1) Rapport | Ronaldo 7, 90+2′ | Istanbul Publik: 49 975 Domare: Stéphane Lannoy (Frankrike) | Istanbul Publik: 49 975 Domare: Stéphane Lannoy (Frankrike) |
| 20:45  | 20:45   |                                   |                 |                  | Istanbul Publik: 49 975 Domare: Stéphane Lannoy (Frankrike) | Istanbul Publik: 49 975 Domare: Stéphane Lannoy (Frankrike) |
| 20:45  | 20:45   |                                   |                 |                  | Istanbul Publik: 49 975 Domare: Stéphane Lannoy (Frankrike) | Istanbul Publik: 49 975 Domare: Stéphane Lannoy (Frankrike) |

Real Madrid vidare med totalt 5 – 3

### Semifinaler
| Lag 1             | Totalt | Lag 2       | Möte 1 | Möte 2 |
| Bayern München    | 7–0    | Barcelona   | 4–0    | 3–0    |
| Borussia Dortmund | 4–3    | Real Madrid | 4–1    | 0–2    |

#### Bayern München mot Barcelona
| SF–1.1 | 23 april | Bayern München                       | 4 – 0           | Barcelona | Allianz Arena                                         |                                                       |
| 20:45  | 20:45    | Müller 25′, 82′ Gomez 49′ Robben 73′ | (1 – 0) Rapport |           | München Publik: 68 000 Domare: Viktor Kassai (Ungern) | München Publik: 68 000 Domare: Viktor Kassai (Ungern) |
| 20:45  | 20:45    |                                      |                 |           | München Publik: 68 000 Domare: Viktor Kassai (Ungern) | München Publik: 68 000 Domare: Viktor Kassai (Ungern) |
| 20:45  | 20:45    |                                      |                 |           | München Publik: 68 000 Domare: Viktor Kassai (Ungern) | München Publik: 68 000 Domare: Viktor Kassai (Ungern) |

| SF–1.2 | 1 maj | Barcelona | 0 – 3           | Bayern München                         | Camp Nou                                                   |                                                            |
| 20:45  | 20:45 |           | (0 – 0) Rapport | Robben 49′ Piqué 72′ (sjm.) Müller 76′ | Barcelona Publik: 95 877 Domare: Damir Skomina (Slovenien) | Barcelona Publik: 95 877 Domare: Damir Skomina (Slovenien) |
| 20:45  | 20:45 |           |                 |                                        | Barcelona Publik: 95 877 Domare: Damir Skomina (Slovenien) | Barcelona Publik: 95 877 Domare: Damir Skomina (Slovenien) |
| 20:45  | 20:45 |           |                 |                                        | Barcelona Publik: 95 877 Domare: Damir Skomina (Slovenien) | Barcelona Publik: 95 877 Domare: Damir Skomina (Slovenien) |

Bayern München vidare med totalt 7 – 0

#### Borussia Dortmund mot Real Madrid
| SF–2.1 | 24 april | Borussia Dortmund             | 4 – 1           | Real Madrid | Signal Iduna Park                                             |                                                               |
| 20:45  | 20:45    | Lewandowski 8′, 50′, 55′, 66′ | (1 – 1) Rapport | Ronaldo 43′ | Dortmund Publik: 65 829 Domare: Björn Kuipers (Nederländerna) | Dortmund Publik: 65 829 Domare: Björn Kuipers (Nederländerna) |
| 20:45  | 20:45    |                               |                 |             | Dortmund Publik: 65 829 Domare: Björn Kuipers (Nederländerna) | Dortmund Publik: 65 829 Domare: Björn Kuipers (Nederländerna) |
| 20:45  | 20:45    |                               |                 |             | Dortmund Publik: 65 829 Domare: Björn Kuipers (Nederländerna) | Dortmund Publik: 65 829 Domare: Björn Kuipers (Nederländerna) |

| SF–2.2 | 30 april | Real Madrid           | 2 – 0           | Borussia Dortmund | Santiago Bernabéu                                   |                                                     |
| 20:45  | 20:45    | Benzema 83′ Ramos 88′ | (0 – 0) Rapport |                   | Madrid Publik: 69 429 Domare: Howard Webb (England) | Madrid Publik: 69 429 Domare: Howard Webb (England) |
| 20:45  | 20:45    |                       |                 |                   | Madrid Publik: 69 429 Domare: Howard Webb (England) | Madrid Publik: 69 429 Domare: Howard Webb (England) |
| 20:45  | 20:45    |                       |                 |                   | Madrid Publik: 69 429 Domare: Howard Webb (England) | Madrid Publik: 69 429 Domare: Howard Webb (England) |

Borussia Dortmund vidare med totalt 4 – 3

### Final
Finalen spelades på Wembley i London den 25 maj 2013.
|       | 25 maj | Borussia Dortmund         | 1 – 2           | Bayern München                       | Wembley Stadium                                        |                                                        |
| 20:45 | 20:45  | İlkay Gündoğan 68′ (str.) | (0 – 0) Rapport | Mario Mandžukić 60′ Arjen Robben 89′ | London Publik: 86 298 Domare: Nicola Rizzoli (Italien) | London Publik: 86 298 Domare: Nicola Rizzoli (Italien) |
| 20:45 | 20:45  |                           |                 |                                      | London Publik: 86 298 Domare: Nicola Rizzoli (Italien) | London Publik: 86 298 Domare: Nicola Rizzoli (Italien) |
| 20:45 | 20:45  |                           |                 |                                      | London Publik: 86 298 Domare: Nicola Rizzoli (Italien) | London Publik: 86 298 Domare: Nicola Rizzoli (Italien) |